# Деннісон (Міннесота)
Деннісон (англ. Dennison) — місто (англ. city) в США, в округах Гудг'ю і Райс штату Міннесота. Населення — 223 особи (2020).

## Географія
Деннісон розташований за координатами 44°24′32″ пн. ш. 93°1′48″ зх. д. / 44.40889° пн. ш. 93.03000° зх. д. (44.408902, -93.030127).  За даними Бюро перепису населення США в 2010 році місто мало площу 3,26 км², уся площа — суходіл.

## Демографія
Згідно з переписом 2010 року, у місті мешкало 212 осіб у 77 домогосподарствах у складі 53 родин. Густота населення становила 65 осіб/км².  Було 80 помешкань (25/км²).
Расовий склад населення:
| - 92,5 % — білих - 4,7 % — чорних або афроамериканців |

До двох чи більше рас належало 2,8 %. Частка іспаномовних становила 1,4 % від усіх жителів.
За віковим діапазоном населення розподілялося таким чином: 28,8 % — особи молодші 18 років, 63,7 % — особи у віці 18—64 років, 7,5 % — особи у віці 65 років та старші. Медіана віку мешканця становила 39,0 року. На 100 осіб жіночої статі у місті припадало 105,8 чоловіків;  на 100 жінок у віці від 18 років та старших — 118,8 чоловіків також старших 18 років.
Середній дохід на одне домашнє господарство  становив 67 446 доларів США (медіана — 58 125), а середній дохід на одну сім'ю — 81 605 доларів (медіана — 67 500). За межею бідності перебувало 2,9 % осіб, у тому числі 0,0 % дітей у віці до 18 років та 0,0 % осіб у віці 65 років та старших.
Цивільне працевлаштоване населення становило 76 осіб. Основні галузі зайнятості: виробництво — 28,9 %, освіта, охорона здоров'я та соціальна допомога — 13,2 %, інформація — 9,2 %, транспорт — 7,9 %.